# Cerebel
Cerebelul (din latină, cerebellum - creierul mic) este o parte majoră a rombencefalului tuturor vertebratelor. Deși este, de obicei, mai mic decât telencefalul, există unele excepții precum ar fi la Mormyridae – peștii elefant, unde poate fi la fel de mare sau chiar mai mare. La oameni, cerebelul joacă un rol important în controlul activității motorii. Poate fi implicat și în funcții cognitive cum ar fi atenția sau vorbirea, precum și în controlul fricii și al plăcerii, însă funcțiile sale legate de mișcare sunt cele mai clar stabilite. Cerebelul uman nu inițiază mișcarea, dar contribuie la coordonare, acuratețe și sincronizarea exactă: primește aferențe de la sistemele senzoriale ale măduvei spinării și de la alte părți ale creierului, integrându-le într-o activitate motorie de precizie. Lezările cerebeloase produc perturbări ale mișcării de precizie, echilibrului, posturii și învățării motorii la oameni.
Anatomic, cerebelul uman apare ca o structură separată atașată părții inferioare a creierului, poziționată sub emisferele cerebrale. Suprafața sa corticală, cortexul cerebelar, este acoperită cu șanțuri paralele fin distanțate, în contrast clar cu șanțurile largi și neregulate ale cortexului cerebral. Aceste șanțuri paralele ascund faptul că scoarța cerebeloasă este de fapt un strat continuu de țesut strâns împăturit sub forma unui acordeon. În acest strat subțire se află mai multe tipuri de neuroni cu o aranjare deosebit de regulată, cei mai importanți fiind celulele Purkinje și celulele granulare. Această organizare neuronală complexă dă naștere unei capacități colosale de procesare a semnalelor, însă majoritatea eferențelor ce pleacă din cerebel trec printr-un set de mici nuclei intracerebeloși aflați în substanța albă din interiorul cerebelului.
În plus față de rolul său direct în controlul motor, cerebelul este necesar în mai multe tipuri de învățare motorie, în principal cea pentru adaptarea la modificări ale relațiilor senzorialo-motorii. Mai multe modele teoretice au fost dezvoltate pentru a explica calibrarea senzorialo-motorie folosind plasticitatea sinaptică din cerebel. Aceste modele derivă din cele formulate de David Marr și James Albus, bazate pe observația că fiecare celulă cerebeloasă Purkinje primește două aferențe fundamental diferite: una constă în mii de aferențe slabe de la fibrele paralele ale celulelor granulare; cealaltă este o aferență deosebit de puternică de la o singură fibră „cățărătoare” ce provine de la nucleii olivari din bulb. Conceptul de bază al teoriei Marr-Albus este că fibra „cățărătoare” are rolul unui „semnal de instrucție”, care induce o schimbare de lungă durată în tăria aferențelor provenite de la fibrele paralele. Observații asupra depresiei pe termen lung (reducerea eficacității sinapselor neuronale) în aferențele provenite de la fibrele paralele au sprijinit teoriile de acest tip, însă validitatea lor rămâne controversată.

## Structură
La nivel de anatomie macroscopică, cerebelul este format dintr-o scoarță plicaturată, adăpostind substanța albă dedesubt și un ventricul plin cu lichid la bază. Patru nuclei intracerebeloși (profunzi) se află încapsulați în interiorul substanței albe. Fiecare parte din scoarță e alcătuită din același mic set de elemente neuronale, așezate într-o geometrie deosebit de repetitivă. La nivel intermediar, cerebelul și structurile sale auxiliare pot fi separate în câteva sute sau mii de module funcționale individuale, denumite „microzone” sau „microcompartimente”.

### Anatomie generală

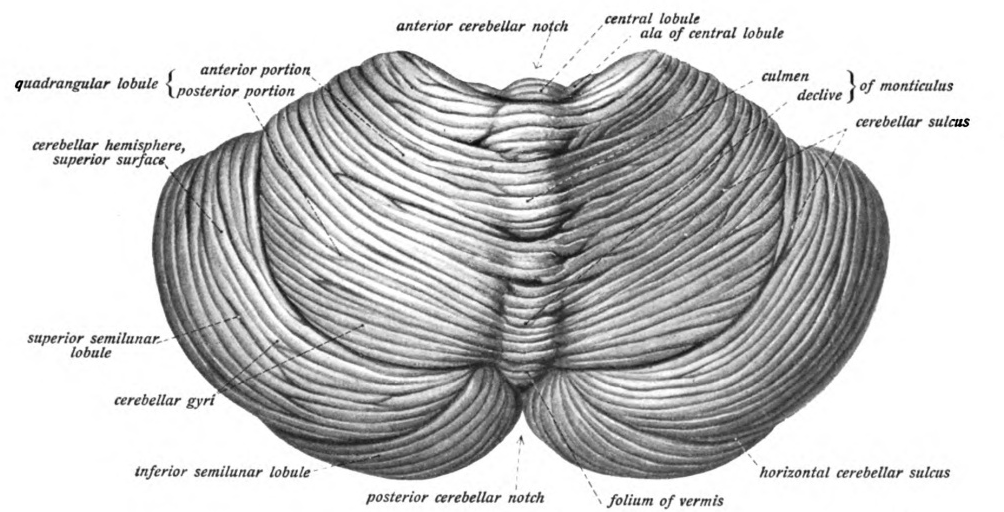
Vizualizare posterior-superioară a cerebelului

Cerebelul este localizat în fosa craniană posterioară. Ventriculul IV, puntea și bulbul se află în fața cerebelului. Este separat de creierul situat deasupra sa de un strat de dura mater, cortul cerebelului (tentorium cerebelli); toate conexiunile sale cu creierul sunt realizate prin punte. Anatomiștii clasifică cerebelul ca parte a metencefalului, care include și puntea; metencefalul reprezintă partea superioară a rombencefalului, denumit și „creier posterior”. Precum cortexul cerebral, cerebelul este împărțit în două emisfere, conținând de-asemenea o zonă mijlocie îngustă (vermisul). Un set de șanțuri adânci împarte, prin convenție, structura cerebelului în 10 lobuli. Din cauza numărului ridicat al micilor celule granulare, cerebelul conține mai mulți neuroni decât suma celor din restul creierului, însă ocupă doar 10% din volumul total al acestuia. Numărul de neuroni în cerebel este legat de numărul de neuroni în neocortex. Există aproximativ de 3,6 ori mai mulți neuroni în cerebel decât în neocortex, un raport care se păstrează la mai multe specii de mamifere diferite.
Aspectul neobișnuit al suprafeței cerebeloase ascunde faptul că majoritatea volumului său este alcătuit dintr-un strat strâns pliat de substanță cenușie: cortexul cerebelos. Fiecare creastă sau girus al acestui strat se numește folie sau lamelă. Se estimează că, dacă cortexul cerebelos uman ar fi fost complet despăturit, ar da naștere unui strat de țesut neuronal cu o lungime de circa un metru și cu o grosime medie de 5 centimetri – deci o suprafață totală de aproximativ 500 cm pătrați, împachetată într-un volum cu dimensiunile de 6 cm × 5 cm × 10 cm. Sub substanța cenușie se află substanța albă, alcătuită majoritar din fibre nervoase mielinizate călătorind spre sau dinspre cortex. Încapsulați în substanța albă – denumită uneori arbor vitae (arborele vieții) din cauza aspectului său ramificat, de coroană de arbore, în secțiune – se găsesc patru nuclei intracerebeloși (nuclei profunzi), alcătuiți din materie cenușie.
Conexiunea dintre cerebel și diferite părți ale sistemului nervos este realizată de trei perechi de pedunculi cerebeloși: pedunculii cerebeloși superiori, pedunculii cerebeloși mijlocii și pedunculii cerebeloși inferiori, denumiți în funcție de poziția lor relativă față de vermis. Pedunculii cerebeloși superiori sunt, în mare parte, calea eferențelor spre cortexul cerebral, conținând fibre eferente destinate neuronilor motori superiori din scoarța cerebrală, ce fac stație în nuclei talamici. Fibrele își au originea în nucleii cerebeloși profunzi. Pedunculii cerebeloși mijlocii sunt conectați cu puntea și primesc toate aferențele de la aceasta, în principal de la nucleii pontini. Aferențele de la punte își au originea în scoarța cerebrală, acestea sinapsând în nucleii pontini menționați, de unde fibrele pontine transversale realizează conexiunea cu cerebelul. Pedunculii mijlocii sunt cei mai mari din cele trei perechi, fibrele aferente ce intră pe aici grupând-se în trei fascicule separate, ce se deplasează spre diferite părți ale cerebelului. Pedunculii cerebeloși inferiori primesc aferențe de la nucleii vestibulari, măduva spinării și tegument. Eferențele prin pedunculii inferiori se realizează via nucleii vestibulari și formațiunea (substanța) reticulată. Întregul cerebel primește aferențe modulatoare de la nucleul olivar inferior prin pedunculii cerebeloși inferiori.

#### Subdiviziuni

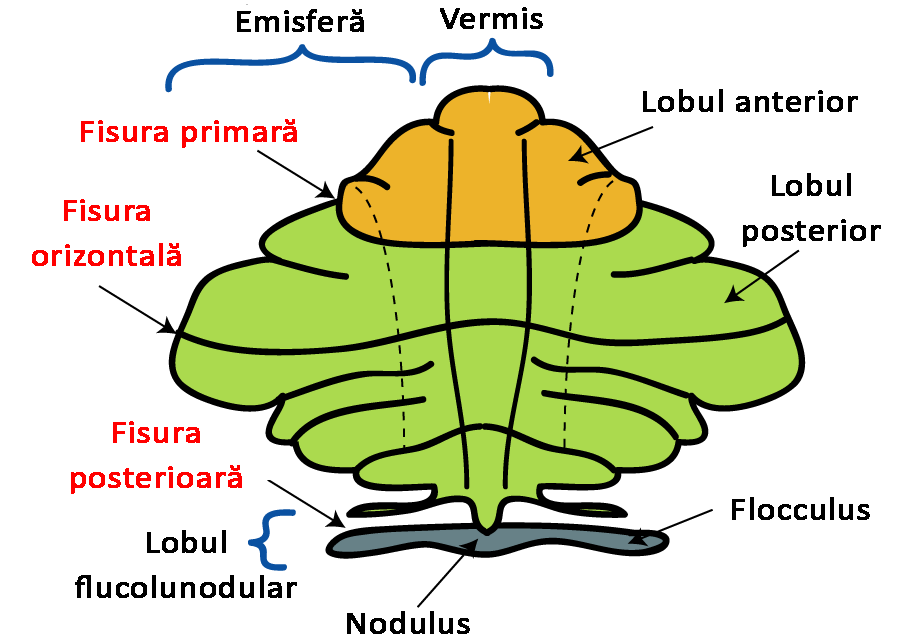
Reprezentare schematică a subdiviziunilor anatomice majore ale cerebelului. Vedere superioară a unui cerebel „desfășurat”, plasând vermisul într-un plan.

Prin raportare la aspectul suprafeței sale, trei lobi pot fi recunoscuți în cerebel: lobul anterior (deasupra fisurii primare), lobul posterior (sub fisura primară) și lobul floculonodular (sub fisura posterioară). Acești lobi divid cerebelul din partea sa rostrală spre cea caudală (la oameni, de sus în jos). Funcțional vorbind, însă, există o distincție mult mai importantă între zonele mediale și laterale. Lăsând deoparte lobul floculonodular, care are conexiuni și funcții distincte, cerebelul poate fi divizat funcțional într-un sector medial numit spinocerebel și unul lateral, mai mare, numit cerebrocerebel. O fâșie îngustă de țesut proeminent de-a lungul liniei mediane se numește vermis cerebelos (vermis înseamnă, în latină, „vierme”).
Cea mai mică regiune, lobul floculonodular, este denumit adeseori vestibulocerebel. Este cea mai antică parte în ceea ce privește evoluția (arhicerebel) și participă în principal la menținerea echilibrului și la orientarea spațială; conexiunile sale primare se realizează cu nucleii vestibulari, însă primește și aferențe vizuale și senzitive. Leziuni ale acestei regiuni duc la perturbări ale echilibrului și mersului.
Zona medială a lobilor anterior și posterior constituie spinocerebelul, cunoscut și ca paleocerebel. Acest sector al cerebelului are rolul principal de modulare a mișcărilor fine ale corpului și membrelor. Primește aferențe proprioceptive de la cordoanele dorsale ale măduvei spinării (de-asemenea și tractul spinocerebelos), de la nervul cranial trigemen, precum și de la sistemele vizual și auditiv. Trimite fibre către nuclei cerebrali adânci care, la rândul lor, se proiectează la nivelul cortexului cerebral și trunchiului cerebral, realizând astfel modularea căilor motorii descendente.
Zona laterală, care la oameni este de departe cea mai extinsă, constituie cerebrocerebelul, cunoscut și ca neocerebel. Primește aferențe în mod exclusiv de la cortexul cerebral (în special lobul parietal) prin nucleii pontini (formând căile cortico-ponto-cerebeloase) și trimite eferențe în special către talamusul ventrolateral (care este, la rândul său, conectat cu zone motoare ale cortexului premotor și zona motoare principală a scoarței cerebrale) și nucleul roșu. Nu există un consens în ceea ce privește cea mai bună metodă de a descrie funcțiile cerebelului lateral: se crede că ar fi implicat în planificarea mișcărilor ce urmează a fi efectuate, evaluarea informației senzoriale pentru acțiune și într-un număr de funcții pur cognitive, cum ar fi determinarea cărui verb se potrivește cel mai bine unui substantiv anume (cum ar fi „a se așeza” pentru „scaun”).

### Microanatomie
Două tipuri de neuroni joacă roluri dominante în circuitul cerebelos: celulele Purkinje și celulele granulare. Trei tipuri de axoni au de-asemenea un rol deosebit: fibrele mușchiforme (ramificate) și fibrele „cățărătoare” (agățătoare sau grimpante), care intră în cerebel din afară și fibrele paralele (care sunt axonii celulelor granulare). Acestea sunt două căi principale în circuitul cerebelos, care-și are originea în fibrele mușchiforme și cățărătoare, ambele sfârșindu-se eventual în nucleii intracerebeloși.
Fibrele mușchiforme se proiectează direct în nucleii profunzi, dar dau naștere, de-asemenea, următoarei căi: fibre mușchiforme → celule granulare → fibre paralele → celule Purkinje → nuclei profunzi. Fibrele cățărătoare se proiectează pe celulele Purkinje și trimit în același timp colaterale direct către nucleii intracerebeloși. Aferențele provenite de la fibrele mușchiforme și cățărătoare transmit în egală măsură informații specifice, caracteristice fiecărei fibre; cerebelul primește aferențe dopaminergice, serotonergice, noradrenergice și colinergice care, probabil, efectuează o modulare globală.

Cortexul cerebelos este împărțit în trei straturi. La bază se află stratul granular, gros, dens împachetat cu celule granulare, împreună cu neuroni de asociație, în principal celule Golgi dar și celule Lugaro și celule unipolare în perie. La mijloc se găsește stratul Purkinje (ganglionar), o zonă îngustă care conține corpul celular al celulelor Purkinje și celulele gliale Bergmann. Deasupra se întinde stratul molecular, care conține arborizațiile dendritice aplatizate ale celulelor Purkinje, împreună cu o mare rețea de fibre paralele ce penetrează dendritele celulelor Purkinje în unghiuri drepte. Stratul exterior al scoarței cerebeloase conține de-asemenea două tipuri de interneuroni inhibitori: celulele stelate și celulele „în coșuleț”. Ambele realizează sinapse GABAergice cu dendritele celulelor Purkinje.

#### Celulele Purkinje

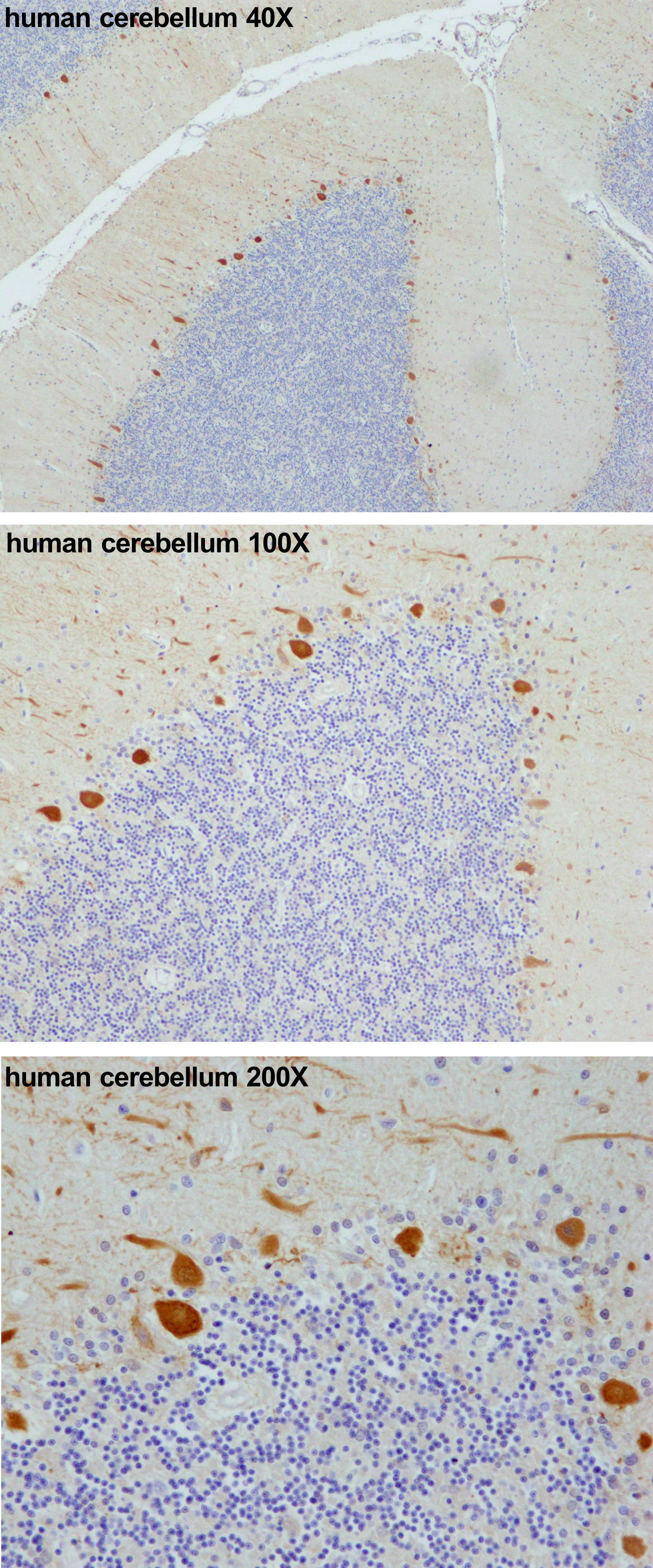
Celule Purkinje în cerebelul uman (cu portocaliu, de sus în jos: mărire 40X, 100X și 200X), colorate conform metodelor publicate

Celulele Purkinje sunt printre cei mai distinctivi neuroni din creier și unul dintre tipurile identificate cel mai timpuriu. Acestea au fost descrise pentru prima oară de anatomistul ceh Jan Evangelista Purkyně în 1837. Sunt recunoscute după forma arborizațiilor lor dendritice care se ramifică substanțial, însă sunt deosebit de aplatizate într-un plan perpendicular pe foliile cerebeloase. Așadar, dendritele unei celule Purkinje creează o rețea planară densă, prin care trec fibrele paralele, la unghiuri drepte. Dendritele prezintă spine dendritice, fiecare dintre acestea sinapsând cu o fibră paralelă aferentă. Celulele Purkinje recepționează mai multe aferențe decât oricare alt tip de celulă din creier—estimările asupra numărului de spine conținute de o singură celulă Purkinje umană ajung chiar și la 200.000. Corpurile celulare mari și sferice ale celulelor Purkinje sunt distribuite într-un strat îngust (gros de o celulă) a cortexului cerebelos, numit stratul Purkinje sau ganglionar. După trimiterea de colaterale ce afectează alte părți învecinate ale cortexului, axonii lor ajung adânc în nucleii intracerebeloși, unde fiecare realizează circa 1.000 de conexiuni cu mai multe tipuri de celule nucleare, toate într-un spațiu restrâns. Celulele Purkinje utilizează GABA ca neurotransmițător, exercitând în consecință efecte inhibitorii asupra neuronilor cu care sinapsează.

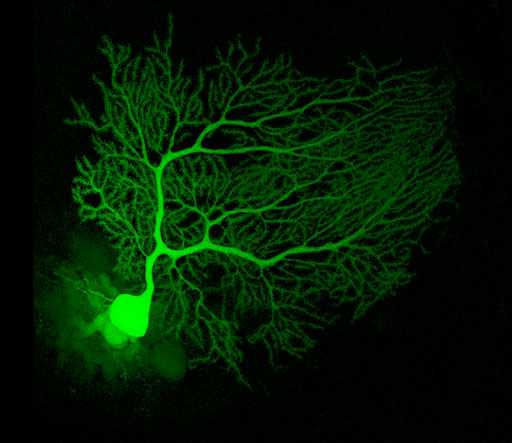
O celulă Purknje a unui șobolan, injectată cu un colorant fluorescent

Celulele Purkinje stau la baza circuitului cerebelos, iar mărimea lor crescută și tiparele lor distinctive de activitate au ușurat studiul modelului de răspuns în animale docile al acestora, folosind metode de înregistrare extracelulară. Celulele Purkinje, în mod normal, trimit potențiale de acțiune cu frecvență ridicată până și în lipsa vreunei aferențe sinaptice. În animale docile treze, sunt tipice frecvențe medii în jur de 40 Hz. Succesiunea de vârfuri indică un amestec între ceea ce se numesc vârfuri simple și complexe. Un vârf simplu reprezintă un singur potențial de acțiune urmat de o perioadă refractară de aproximativ 10 ms; un vârf complex este o secvență stereotipică de potențiale de acțiune cu intervale foarte scurte între vârfuri și amplitudini descrescânde (un vârf de debut amplu, succedat de vârfuri secundare, cu amplitudine mai mică). Studii fiziologice au arătat că vârfurile complexe (ce au loc, în condiții uzuale, la frecvențe de 1 Hz și niciodată mai mai mari de 10 Hz) pot fi asociate cu siguranță cu excitația produsă de fibrele cățărătoare, în timp ce vârfurile simple sunt cauzate de o combinație între activitatea de bază și aferențele provenite de la fibrele paralele. Vârfurile complexe sunt adesea urmate de o pauză de mai multe sute de milisecunde, în timp ce apariția vârfurilor simple este stopată.
O trăsătură specifică, recognoscibilă a neuronilor Purkinje este expresia calbindinei. Colorația cu calbindină a creierului unui șobolan în urma unei leziuni cronice unilaterale a nervului sciatic sugerează că noi celule Purkinje ar putea fi generate în creierul adult, inițiind organizarea de noi lobuli cerebeloși.

#### Celulele granulare

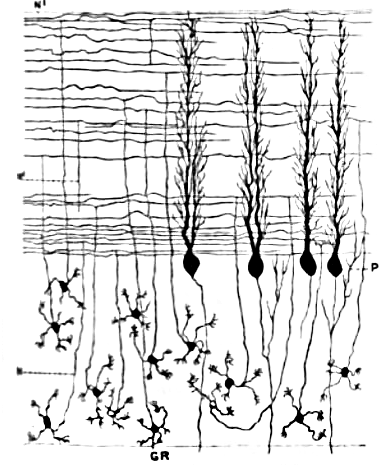
Celule granulare (GR, jos), fibre paralele (liniile orizontale, sus) și celule Purkinje (P, la mijloc) cu arborizații dendritice aplatizate

Celulele granulare cerebeloase, în contrast cu celulele Purkinke, sunt printre cei mai mici neuroni din creier. Sunt, de-asemenea, de departe cei mai numeroși neuroni din acesta: la oameni, media estimărilor numărului lor este de circa 50 de miliarde, ceea ce înseamnă că aproximativ 3/4 din neuronii creierului sunt celule granulare cerebeloase. Corpurile lor celulare sunt împachetate într-un strat gros la baza cortexului cerebelos. O celulă granulară emite doar 4-5 dendrite, care se termină, fiecare, într-o dilatație numită gheară (sau grapă). Aceste dilatații sunt situsuri ale aferențelor excitatoare de la fibrele mușchiforme și inhibitoare de la celulele Golgi.
Axonii subțiri și nemielinizați ai celulelor granulare circulă vertical spre stratul superior (molecular) al cortexului, de unde se împart în două, fiecare ramură călătorind orizontal pentru a forma o fibră paralelă; bifurcația ramurii orizontale în două ramuri verticale dă naștere undei forme distinctive de „T”. La om, o fibră paralelă parcurge cam 3 mm în fiecare direcție de la ramificație, pentru un total de 6 mm (circa 1/10 din lățimea totală a stratului cortical). În traiectul lor, fibrele paralele traversează arborizațiile dendritice ale celulelor Purkinje, interacționând cu una dintre acestea pentru fiecare 3-5 pe care le traversează, efectuând un total de 80-100 conexiuni sinaptice cu spinele dendritice ale celulelor Purkinje. Celulele granulare folosesc glutamatul ca neurotransmițător, exercitând în consecință efecte excitatoare asupra celulelor cu care sinapsează.
Toate aferențele celulelor granulare provin de la fibrele mușchiforme, deși pentru fiecare dintre acestea există 200 de celule granulare (la oameni). Așadar, informația în starea de activitate a populației de celule granulare este aceeași cu cea din fibrele mușchiforme, însă este înregistrată într-un mod mult mai expansiv. Deoarece celulele granulare sunt așa mici și des îngrămădite, înregistrarea activității vârfurilor lor la animale docile este dificilă, motiv pentru care există prea puține date pentru propunerea de teorii. Cel mai acceptat concept legat de funcția lor a fost propus în 1969 de către David Marr, care a sugerat că ar putea codifica combinații ale datelor provenite de la fibrele mușchiforme. Idea este că, dat fiind faptul că  fiecare celulă granulară primește aferențe de la 4-5 fibre mușchiforme, o celulă granulară nu ar răspunde dacă doar una dintre aferențele sale ar fi active, ci, însă, doar dacă mai mult de una ar fi activă. Această schemă de codaj combinatorial i-ar putea permite cerebelului să realizeze distincții mult mai subtile între tiparele de intrare decât ar reuși, singure,  fibrele mușchiforme.

#### Fibrele mușchiforme
Fibrele mușchiforme intră în stratul granular de la punctele lor de origine, multe provenind de la nucleii pontini, altele de la măduva spinării, nucleii vestibulari etc. În cerebelul uman, numărul total de fibre mușchiforme este estimat a fi circa 200 de milioane. Aceste fibre realizează sinapse excitatoare cu celulele granulare și celulele nucleilor cerebeloși profunzi. În stratul granular, o fibră mușchiformă generează o serie de dilatații lobuloase numite rozete. Contactul dintre fibrele mușchiforme și celulele granulare are loc în structuri numite glomeruli. Fiecare glomerul are o rozetă a unei fibre mușchiforme în centru și până la 20 de gheare dendritice ale celulelor granulare în contact cu aceasta. Terminațiile neuronilor Golgi se infiltrează în structură și realizează sinapse inhibitorii cu dendritele celulelor granulare. Întregul ansamblu este înconjurat de o teacă de celule gliale. Fiecare fibră mușchiformă trimite ramuri colaterale către mai multe folii cerebeloase, dând naștere unui total de 20-30 de rozete; astfel, o singură fibră mușchiformă face contact cu un număr estimativ de 400-600 de celule granulare.

#### Fibrele cățărătoare
Celulele Purkinje primesc, de-asemenea, aferențe de la nucleul olivar inferior contralateral din trunchiul cerebral prin fibrele cățărătoare (agățătoare sau grimpante). Deși oliva inferioară se află în bulbul rahidian și primește aferențe de la măduva spinării, trunchi și cortexul cerebral, eferențele sale se îndreaptă în totalitate spre cerebel. O fibră cățărătoare emite colaterale către nucleii intracerebeloși înainte de a intra în cortexul cerebelos, unde se divide în circa 10 ramuri terminale, fiecare dintre acestea sinapsând cu o singură celulă Purkinje. În clar contrast cu cele peste 100.000 de aferențe de la fibrele paralele, fiecare celulă Purkinje se conectează cu precis o singură fibră cățătăroare; însă această fibră „se cațără” pe dendritele celulei Purkinje, încolăcindu-se în jurul acestora și realizând de-a lungul acestui parcurs un total de până la 300 de sinapse. Aferența netă este atât de puternică, încât un singur potențial de acțiune de la o fibră cățărătoare este capabilă de a produce un vârf complex în celula Purkinje: un șir de vârfuri succesive, cu amplitudine descrescândă, urmat de o pauză, în timpul căreia activitatea este inhibată. Sinapsele fibrei cățărătoare acoperă întreg corpul celular și dendritele proximale; această zonă este lipsită de aferențe provenite de la fibrele paralele.
Fibrele cățărătoare conduc potențiale cu frecvență scăzută, însă unul singur induce o izbucnire de mai multe potențiale de acțiune într-o celulă Purkinje (un vârf complex). Contrastul dintre aferențele de la fibrele paralele și cele cățărătoare (peste 100.000 de un tip versus numai una din celălalt) este, probabil, una din cele mai provocante trăsături ale anatomiei cerebelului, motivând creația multor teorii. De fapt, funcția fibrelor cățărătoare este cel mai controversat subiect privind cerebelul. Există două „școli de gândire”, una urmându-i pe Marr și Albus, susținând că aferențele fibrelor cățărătoare servesc în mod principal ca un semnal de instrucție, cealaltă susținând că funcția lor este de a modela eferențele cerebeloase în mod direct. Ambele păreri au fost pe larg argumentate în numeroase publicații. În cuvintele unei recenzii, „Încercând să sintetizeze variatele ipoteze asupra funcției fibrelor cățărătoare, [cineva] se simte de parcă ar privi o pictură de-a lui Escher. Fiecare punct de vedere pare să fie susținut de un cumul de descoperiri, dar când [cineva] încearcă să combine acele opinii diferite, o imagine coerentă a funcției fibrelor cățărătoare refuză să apară. Pentru majoritatea cercetătorilor, fibrele cățărătoare semnalizează erori în execuția motoare, ori prin metoda obișnuită de modulare a frecvenței de descărcare, ori ca o singură înștiințare a unui «eveniment neașteptat». Pentru alți cercetători, mesajul este codificat prin gradul de sincronizare în ansamblu și ritmicitate dintr-o populație de fibre cățărătoare.”

#### Nucleii intracerebeloși

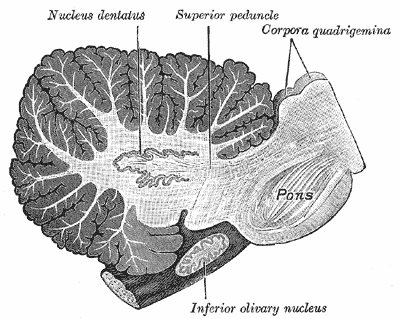
Secțiune sagitală a cerebelului uman, prezentând nucleul dințat, precum și puntea și nucleul olivar

Nucleii intracerebeloși (sau profunzi) ai cerebelului sunt mănunchiuri de substanță cenușie aflați în interiorul substanței albe din centrul cerebelului. Cu excepția minoră a nucleilor vestibulari din apropiere, sunt singurele surse de eferențe din cerebel. Acești nuclei primesc proiecții colaterale de la fibrele mușchiforme și cățărătoare precum și aferențe inhibitoare de la celulele Purkinje ale cortexului cerebelos. Fiecare dintre cei patru nuclei (dințat, globos, emboliform și fastigial) comunică cu părți diferite ale creierului și ale cortexului cerebral (nucleilor globos și emboliform li se face de-asemenea referire, în mod combinat, sub forma de nucleus interpositus). Nucleul interpositus și fastigial aparțin spinocerebelului. Nucleu dințat, care în mamifere este mult mai mare decât ceilalți, se prezintă ca un strat subțire cu convoluțiuni de substanță cenușie, comunicând exclusiv cu părțile laterale ale cortexului cerebelos. Lobul floculonodular este singura parte a scoarței cerebeloase care nu trimite proiecții către nucleii profunzi—eferențele sale se îndreaptă, în schimb, spre nucleii vestibulari.
Majoritatea neuronilor din nucleii intracerebeloși au corpuri celulare mari și arborizații dendritice sferice, cu o rază de aproximativ 400 μm, folosind glutamatul ca neurotransmițător. Aceste celule proiectează pe o varietate de arii din afara cerebelului. Printre ele se mai găsesc un număr ceva mai redus de celule mici, care folosesc GABA ca neurotransmițător și proiectează exclusiv pe nucleul olivar inferior, sursa fibrelor cățărătoare. Astfel, proiecție nucleo-olivară asigură un feedback inhibitor pentru a egala proiecția excitatoare a fibrelor cățărătoare asupra nucleilor. Există dovezi conform cărora fiecare mic roi de celule nucleare proiectează asupra aceluiași roi de celule olivare de la care primesc fibrele cățărătoare aferente.
Când axonul unei celule Purkinje intră într-unul dintre nucleii profunzi, acesta se ramifică pentru a face contact și cu celule nucleare mari dar și mici, însă numărul total de celule contactate este, aproximativ, doar 35 (la pisici). În schimb, o singură celulă nucleară intracerebeloasă primește aferențe de la circa 860 de celule Purkinje (tot la pisici).

#### Compartimente

Ilustrație schematică a structurii zonelor și microzonelor în scoarța cerebeloasă

Din punct de vedere topografic, cortexul cerebelos are aspectul unui strat omogen de țesut, iar, din punct de vedere microanatomic, toate părțile acestei fâșii par să aibă aceeași structură internă. În anumite moduri, însă, structura cerebelului este compartimentată. Există compartimente mari cunoscute în general ca zone; acestea pot fi împărțite în compartimente mai mici, numite microzone.
Primele indicii privind structura compartimentată au provenit din studii asupra câmpului receptor al celulelor din diferite părți ale cortexului cerebelos. Fiecare parte a corpului este proiectată într-un punct specific din cerebel, însă există numeroase repetiții ale acestei hărți de bază, formând un aranjament denumit „somatotopie fracturată”. O dovadă mai clară a compartimentării se obține prin imunocolorarea cerebelului pentru identificarea a diverse tipuri de proteine. Cei mai cunoscuți markeri se numesc „zebrine”, întrucât colorarea pentru identificarea acesteia dă naștere unui tipar complex, asemănător dungilor unei zebre. Dungile generate de zebrine și de alți markeri de compartimentare sunt orientate perpendicular pe foliile cerebeloase—adică sunt înguste pe direcție mediolaterală, însă mult mai late pe direcție longitudinală. Markeri diferiți generează seturi diferite de dungi, lățimile și lungimile variază în funcție de localizare, însă toate au aceeași formă generală.
La finele anilor 1970, Oscarsson a propus ca aceste zone corticale să fie divizate în unități mai mici, numite microzone. O microzonă e definită ca fiind un grup de celule Purkinje care au toate același câmp receptor somatotopic. S-a descoperit că microzonele conțin cam 1000 de celule Purkinje fiecare, aranjate într-o fâșie lungă și îngustă, orientată perpendicular pe pliurile corticale. Astfel, așa cum ilustrează și diagrama alăturată, dendritele celulelor Purkinje sunt aplatizate în aceeași direcție în care se extind și microzonele, în timp ce fibrele paralele le traversează în unghi drept.
Nu doar câmpurile receptoare definesc structura microzonelor: aferențele de la fibrele cățărătoare din nucleul olivar inferior sunt la fel de importante. Ramurile unei fibre cățărătoare (în număr de 10, de obicei) excită, în mod uzual, celulele Purkinje ce aparțin aceleiași microzone. Mai mult de-atât, neuronii olivari ce trimit fibre către aceeași microzonă tind să fie cuplați prin joncțiuni gap, care le sincronizează activitatea, cauzând celulele Purkinje dintr-o microzonă să prezinte o activitate a vârfurilor complexe corelată pe o scară de timp de ordinul milisecundelor. De-asemenea, toate celulele Purkinje aparținând undei microzone își trimit axonii către același mic mănunchi de celule din nucleii profunzi. În final, axonii celulelor „în coșuleț” sunt mult mai lungi pe direcție longitudinală decât mediolaterală, făcându-i astfel limitați în mare parte unei singure microzone. Consecința acestei structuri e că interacțiunile celulare dintr-o microzonă sunt mult mai puternice decât interacțiunile dintre microzone diferite.
În 2005, Richard Apps și Martin Garwicz au sumarizat dovezile conform cărora microzonele înseși fac parte dintr-o entitate mai mare, numită microcomplex multizonal. Un astfel de microcomplex include mai multe microzone corticale separate spațial, toate proiectând pe același grup de neuroni intracerebeloși, plus un grup de neuroni olivari cuplați care proiectează pe toate microzonele incluse precum și pe zona nucleară intracerebeloasă.

## Funcție
Cele mai concludente indicii privind funcția cerebelului au provenit din examinarea consecințelor lezării acestuia. Animalele și oamenii cu disfuncții cerebeloase prezintă, în special, probleme cu controlul motor, pe aceeași parte a corpului cu cea a secțiunii de cerebel lezate. Continuă să fie capabili să genereze activitate motoare, însă își pierd precizia, efectuând mișcări anormale, necoordonate și incorect sincronizate. Un test standard al funcției cerebeloase este încercarea de atingere cu vârful degetului un punct situat la lungime de un braț: o persoană sănătoasă își va mișca degetul pe o traiectorie dreaptă, pe când o persoană cu leziuni cerebeloase și-l va mișca încet și neregulat, cu multiple corectări ale traiectoriei pe parcurs. Deficiențele din cadrul funcțiilor non-motoare sunt mult mai greu de detectat. Astfel, concluzia generală l-a care s-a ajuns cu decenii în urmă este că funcția de bază a cerebelului este de a calibra forma detaliată a unei mișcări, nu de a le iniția, sau de a decide pe care să le efectueze.
Înainte de 1990, se credea că funcția cerebelului era total motoare, însă noi descoperiri au pus sub semnul întrebării această părere. Studii folosind imagistica funcțională au arătat activarea cerebelului în chestiuni privind vorbirea, atenția și crearea imaginilor mintale. Studii de corelație au arătat existența de interacțiuni între cerebel și arii non-motoare ale cortexului cerebral, O varietate de simptoame non-motoare au fost identificate la oameni cu traume, aparent, doar ale cerebelului. În particular, sindromul cerebelos cognitiv afectiv sau sindromul lui Schmahmann a fost identificat la adulți și copii. Estimările bazate pe cartografierea funcțională a cerebelului folosind IRM funcțională sugerează că mai mult de jumătate din cortexul cerebelos este interconectat cu zone de asociație ale cortexului cerebral.
Kenji Doya a argumentat că funcția cerebelului nu este cea mai bine înțeleasă în termenii comportamentului pe care îl afectează, ci a computațiilor neuronale pe care le efectuează; cerebelul constă într-un număr mare de module mai mult sau mai puțin independente, toate cu aceeași structură internă geometric regulată, și, așadar, se presupune că acestea efectuează totodată aceeași computație. Dacă aferențele și eferențele unui modul sunt în legătură cu arii motoare (cum sunt multe), atunci modulul va fi implicat în comportamentul motor; însă, dacă conexiunile se realizează cu arii implicate în cogniție non-motoare, modulul va prezenta alte tipuri de corelări comportamentale. Astfel, cerebelul a fost implicat în regularea mai multor trăsături funcționale diferite precum afecțiunea, emoția și temperamentul. Doya propune că cerebelul este cel mai bine înțeles ca selecția predictivă a acțiunilor bazată pe „modele interne” ale mediului sau un aparat pentru învățarea supervizată, în contrast cu ganglionii bazali, care realizează învățarea de întărire, și cortexul cerebral, care realizează învățarea supervizată.

### Principii
Simplicitatea și regularitatea comparativă a anatomiei cerebelului au dus la o speranță timpurie că implică o simplicitate similară a funcției computaționale, precum a fost exprimat în una din primele cărți asupra electrofiziologiei cerebeloase, The Cerebellum as a Neuronal Machine („Cerebelul ca o Calculator Neuronal”) de John C. Eccles, Masao Ito și János Szentágothai. Deși înțelegerea deplină a funcției cerebeloase nu a fost atinsă, cel puțin patru principii au fost identificate ca fiind importante: (1) procesarea cu conexiuni doar înainte (feedforward), (2) divergența și convergența, (3) modularitatea și (4) plasticitatea. 
1. Procesarea cu conexiuni doar înainte (feedforward): Cerebelul diferă de majoritatea celorlalte părți ale creierului (în special de cortexul cerebral) prin faptul că procesarea semnalelor este aproape în totalitate de tip feedforward—adică, semnalele se deplasează unidirecțional prin sistem de la aferență la eferență, cu o transmisie internă recurentă extrem de scăzută. Recurența redusă ce are loc constă însă în inhibiție mutuală; nu există circuite mutual excitatoare. Acest mod de operație cu conexiuni doar înainte înseamnă că cerebelul, în contrast cu scoarța cerebrală, nu poate genera tipare de activitate neuronală ce se auto-întrețin. Semnalele intră în circuit, sunt procesate la fiecare etapă în ordine secvențială și apoi părăsesc organul. Cum au scris Eccles, Ito și Szentágothai, „Această eliminare în design a tuturor posibilităților de lanțuri reverberatoare de excitație neuronală este, fără îndoială, un mare avantaj în funcția cerebelului de calculator, deoarece ceea ce restul sistemului nervos solicită de la cerebel nu este, probabil, vreo aferență cu rezultatul unor circuite reverberatoare complexe în cerebel ci, din contră, un răspuns rapid și simplu la introducerea oricărui set particular de informații.”[36]
2. Divergență și convergență: În cerebelul uman, informația de la 200 de milioane de fibre mușchiforme este transmisă către 40 de miliarde de celule granulare, ale căror eferențe, fibrele paralele, converg pe 15 milioane de celule Purkinje.[8] Din cauza felului în care sunt așezate longitudinal, cele aproximativ 1000 de celule Purkinje ce aparțin unei microzone pot primi aferențe chiar și de la 100 de milioane de fibre paralele, focalizându-și în schimb eferențele pe un grup de mai puțin de 50 de celule ale nucleilor profunzi.[23] Astfel, rețeaua cerebeloasă primește un număr modest de aferențe, le procesează deosebit de extensiv prin rețeaua sa internă riguros structurată și le trimite în exterior printr-un număr foarte scăzut de celule.
3. Modularitate: Sistemul cerebelos este divizat funcțional în module mai mult sau mai puțin independente, al căror număr este, probabil, de sute sau mii. Toate modulele au o structură internă similară, dar aferențe și eferențe diferite. Un modul (un microcompartiment multizonal, în terminologia lui Apps și Garwicz) constă într-un mic mănunchi de neuroni în nucleul olivar inferior, un grup de fâșii înguste și lungi de celule Purkinje în cortexul cerebelos (microzone) și un mic mănunchi de neuroni într-unul din nucleii intracerebeloși. Module diferite împart aferențe de la fibrele mușchiforme și fibrele paralele, dar în alte privințe par să funcționeze independent—eferențele unuia dintre module nu pare să influențeze semnificativ activitatea altor module.[23]
4. Plasticitate: Sinapsele dintre fibrele paralele și celulele Purkinje sau sinapsele dintre fibrele mușchiforme și celulele nucleilor profunzi sunt ambele susceptibile modificării tăriei lor. Într-un singur modul cerebelos, aferențe de până la un miliard de fibre paralele converg pe un grup de mai puțin de 50 de celule ale nucleilor intracerebeloși, iar influența fiecărei fibre paralele asupra celulelor nucleilor este ajustabilă. Acest aranjament oferă o flexibilitate enormă pentru calibrarea fină a relației dintre aferențele cerebeloase și eferențe.[37]

### Învățare
Există dovezi considerabile că cerebelul joacă un rol esențial în unele tipuri de învățare motoare. Sarcinile în care cerebelul joacă clar un rol important sunt cele în care este nevoie de ajustare fină a acțiunii care este efectuate. Există, însă, o largă dispută dacă învățarea are loc în cerebelul însuși, sau dacă acesta doar furnizează doar semnale care susțin învățarea în alte structuri ale creierului. Majoritatea teoriilor care pun învățarea pe seama circuitelor cerebeloase derivă din ideile lui David Marr și James Albus, care au postulat că fibrele cățărătoare furnizează un semnal de instrucție care induce modificări în rândul sinapselor dintre fibrele paralele și celulele Purkinje. Marr a presupus că aferențele de la fibrele cățărătoare ar cauza întărirea aferențelor excitate sincron provenite de la fibrele paralele. Majoritatea modelelor de învățare cerebeloase ulterioare, însă, au mers pe modelul lui Albus, care spune că activitatea fibrelor cățărătoare ar reprezenta un semnal de eroare, cauzând aferențele excitate sincron provenite de la fibrele paralele să fie slăbite. Unele dintre aceste modele ulterioare, cum ar fi modelul Filtrului Adaptiv a lui Fujita au încercat să înțeleagă funcția cerebeloasă privind teoria controlului optim.
Idea că activitatea fibrelor cățărătoare funcționează ca un semnal de eroare a fost examinată în multiple studii experimentale, unele fiind în favoarea acesteia, altele, însă, punându-o la îndoială. Într-un studiu a lui Gilbert și Trach din 1977, celulele Purkinje din niște maimuțe cărora li s-a dat sarcina de a învăța să mute un mâner controlat de un motor au prezentat o activitate a vârfurilor complexe crescută—care, se știe cu siguranță, indică activitatea aferenței provenite de la fibra cățărătoare ce proiectează pe celulă—în timp ce maimuțele nu reușeau să îndeplinească cu succes sarcina. Mai multe studii asupra învățării motoare la pisici au pus în evidența prezența unei activități crescute a vârfurilor complexe atunci când exista o neconcordanță între mișcarea planificată și cea efectuată în realitate. Studii asupra reflexului vestibulo-ocular (care stabilizează imaginea vizuală pe retină în timp ce capul se rotește) a descoperit că activitatea fibrelor cățărătoare indică mișcarea imaginii vizuale pe retină, deși nu într-un mod foarte direct.
Una din cele mai extensiv studiate sarcini de învățare cerebeloasă este condiționarea clipitului, în care un stimul condiționat (SC) neutru, cum ar fi un sunet sau o lumină este cuplat repetat cu un stimul necondiționat (SN), cum ar fi un jet de aer, care duce la clipit. În urma mai multor prezentări repetate ale SC și ale SN, SC va duce eventual la clipit, înainte de SN, un răspuns condiționat, sau RC. Experimentele au arătat că leziunile localizate într-o parte specifică a nucleului interpositus (unul din nucleii intracerebeloși) sau în anumite puncte specifice ale cortexului cerebelos duc la stoparea învățării acestui răspuns condiționat. Dacă eferențele cerebeloase sunt inactivate farmacologic, lăsând aferențele și circuitele intracelulare intacte, învățarea are loc deși animalul nu prezintă vreun răspuns, pe când, dacă circuitele intracerebeloase sunt întrerupte, învățarea nu are loc—aceste concluzii, luate la un loc, arată destul de concludent că învățarea are loc, într-adevăr, în cerebel.

### Teorii și modele computaționale

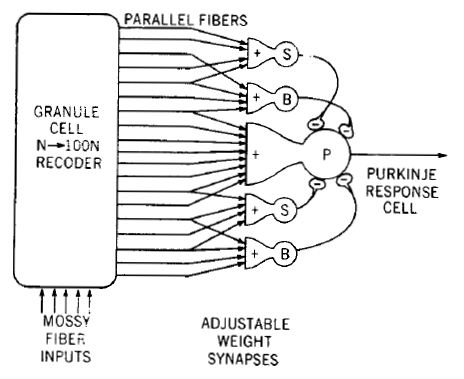
Modelul unui perceptron cerebelos, așa cum a fost formulat de James Albus

Cunoștințele extensive despre structura anatomică și funcțiile comportamentale ale cerebelului au dus la multiple teoretizări pe baza acestuia—există, probabil, mai multe teorii despre funcția cerebelului decât despre oricare altă parte a creierului. Deosebirea fundamentală din cadrul acestora este cea dintre „teoriile de învățare” și „teoriile de execuție”—adică, teorii care se folosesc de plasticitatea sinaptică din cerebel pentru a ține cont de rolul său în învățare, versus teoriile care țin cont de aspectele comportamentului în desfășurare bazat pe procesarea cerebeloasă a semnalelor. Mai multe teorii de ambele timpuri au fost formulare ca modele matematice și simulate pe calculatoare.
Probabil că cea mai timpurie teorie „de execuție” a fost ipoteza „liniei de întârziere” a lui Valentino Braitenberg. Teoria originală prezentată de Braitenberg și Roger Atwood în 1958 propunea că propagarea lentă a semnalelor de-a lungul fibrelor paralele crează întârzieri predictibile, care permit cerebelului să detecteze relațiile temporale dintr-un anumit interval. Datele experimentale nu susțineau forma originală a teoriei, însă Braitenberg a continuat să sprijine versiuni modificate. Ipoteza că cerebelul funcționează, în esență, ca un sistem de temporizare a fost susținută de Richard Ivry. O altă teorie „de execuție” influentă este teoria rețelei de tensori a lui Pellionisz și Llinás, care au furnizat o formulare matematică avansată a ideii conform căreia computația fundamentală efectuată de cerebel este cea de a transforma coordonatele senzoriale în coordonate motoare.
Aproape toate teoriile de „învățare” derivă din publicațiile lui Marr și Albus. Articolul din 1969 a lui Marr propunea că cerebelul este un aparat pentru a învăța cum să se asocieze mișcările elementare codificate de fibrele cățărătoare cu aferențele de la fibrele mușchiforme care codifică contextul senzorial. Albus a propus în 1971 că o celulă cerebeloasă Purkinje funcționează ca un perceptron, un mecanism de învățare abstract inspirat neuronal. Diferența de bază dintre teoriile lui Marr și Albus este că Marr a presupus că activitatea fibrelor cățărătoare ar cauza sinapsele fibrelor paralele să fie întărite, pe când Albus a propus că acestea ar fi slăbite. Albus și-a formulat, de-asemenea, versiunea ca un algoritm software pe care l-a numit CMAC (Cerebellar Model Articulation Controller), care a fost testat în cadrul mai multor aplicații.

## Vascularizație
Cerebelul este irigat de către trei artere majore pereche: artera cerebeloasă superioară (ACS), artera cerebeloasă inferioară anterioară (ACIA) și artera cerebeloasă inferioară posterioară (ACIP). ACS asigură sângele pentru regiunea superioară a cerebelului. Se bifurcă la nivelul suprafeței superioare în pia mater unde ramurile se anastomozează cu cele ale arterelor cerebeloase inferioare anterioare și posterioare. ACIA irigă partea frontală a feței inferioare a cerebelului. ACIP ajunge la fața inferioară, unde se bifurcă într-o ramură medială și una laterală. Ramura medială continuă în spate spre incizura cerebeloasă dintre cele două emisfere ale cerebelului; în timp ce ramura laterală aprovizionează cu sânge fața inferioară cerebelului, până la limita sa laterală, unde se anastomozează cu ACIA și ACS.

## Semnificație clinică
Leziunile cerebeloase cauzează adesea simptoame motoare, ale căror detalii depind de partea cerebelului care a fost afectată și în ce fel a fost afectată. Leziunile la nivelul lobului floculonodular ar putea duce la pierderea echilibrului și, în particular, la un mers alterat, neregulat, în care picioarele stau depărtate din cauza dificultății menținerii corpului în echilibrului. Leziunile zonei laterale cauzează, de obicei, probleme în coordonarea mișcărilor fine voluntare și planificate, ceea ce poate duce la erori în ceea ce privește forța, direcția, viteza și amplitudinea mișcărilor. Alte manifestări includ hipotonia (tonus muscular scăzut), dizartria (probleme în vorbire), dismetria (probleme în judecarea distanțelor sau raza mișcărilor), de test (inabilitatea de a efectua mișcări rapide alternative, precum mersul), abolirea anumitor reflexe și tremurul cerebelos (un tremur involuntar cauzat de contracții alternante ale grupelor musculare opuse). Leziuni la nivelul ariei mediane pot perturba mișcări ale întregului corp, pe când leziunile situate mai lateral duc la șanse mai mari de perturbare a mișcărilor de precizie ale mâinilor sau ale membrelor. Leziuni ale părții superioare ale cerebelului tind să cauzeze probleme de mers și alte perturbări ale coordonării picioarelor; leziunile părții inferioare duc, cel mai des, la mișcări necoordonate sau prost direcționate ale brațelor și mâinilor, alături de dificultăți în ceea ce privește viteza. Acest șir de probleme motoare se numește ataxie.
Pentru a identifica problemele cerebeloase, examinarea neurologică include evaluări ale mersului (un distanțare pronunțată a picioarelor în timpul mersului fiind un indicator al ataxiei), teste de coordonare a degetelor și evaluări posturale. Dacă diagnosticul indică disfuncții cerebeloase, o scanare folosind imagistica prin rezonanță magnetică poate fi utilizată pentru a obține o imagine detaliată a alterațiilor structurale ce ar putea exista.
Lista problemelor medicale ce pot produce leziuni cerebeloase este lungă, incluzând accidentele vasculare, hemoragiile, inflamarea creierului (edem cerebral), tumorile, alcoolismul, traumatismele fizice precum rănile de la focul de armă sau explozibili și bolile degenerative cronice cum ar fi atrofia olivopontocerebeloasă. Unele forme de migrene pot produce, de-asemenea, disfuncția temporară a cerebelului, cu o severitate variabilă. Infecțiile pot duce la leziuni cerebeloase în boli precum infecțiile cu prioni (de exemplu, encefalopatia spongiformă transmisibilă) și sindromul Miller Fisher, o variantă a sindromului Guillain–Barré.

### Înaintarea în vârstă
Cerebelul uman se modifică cu vârsta. Aceste schimbări pot diferi de cele ale altor părți ale creierului. Cea mai tânără regiune a acestuia (și a întregului corp) la oamenii cu vârsta peste 100 de ani este cerebelul, conform unui biomarker epigenetic a vârstei tisulare cunoscut ca ceasul epigenetic: este cu aproximativ 15 ani mai tânăr decât s-ar fi așteptat la un centenar. Mai mult, tiparele de expresie a genelor în cerebelul uman arată o alterare cu vârsta mai scăzută decât cea din cortexul cerebral. Unele studii au raportat reduceri în numărul de celule sau în volumul de țesut, dar cantitatea de date legate de această chestiune nu este destul de mare.

### Boli de dezvoltare și degenerative

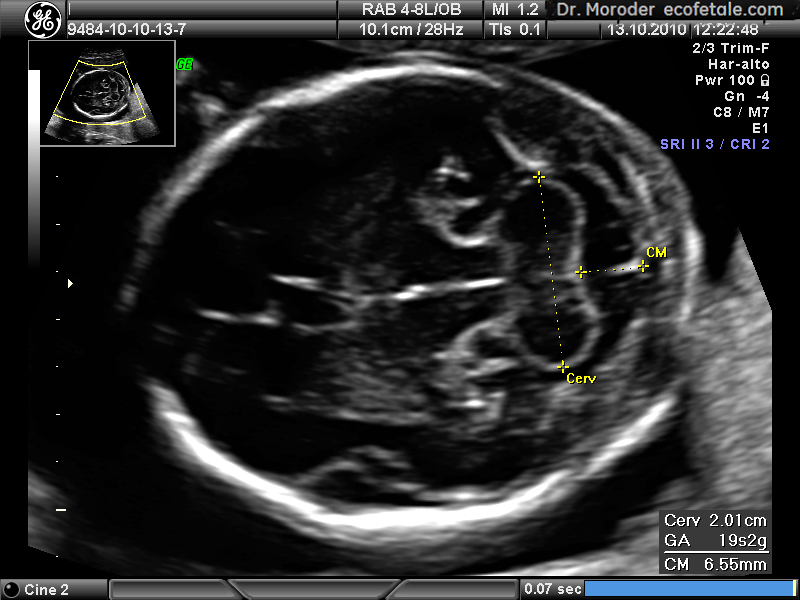
Ecografie a capului unui făt în săptămâna a 19-a de sarcină într-o secțiune axială modificată, înfățișând cerebelul fetal normal și cisterna cerebelo-medulară (cisterna magna)

Malformațiile congenitale, bolile ereditare precum și contractate pot afecta structura cerebelului și, prin urmare, funcția sa. Dacă condiția cauzală nu este reversibilă, atunci singurul tratament posibil este de a ajuta persoanele afectate să se adapteze condiției. Ecografia cerebelului fetal în săptămânile de la 18 la 20 de sarcină poate fi folosită pentru diagnosticarea defectelor tubului neural fetal cu o rată a sensibilității de până la 99%.
În timpul dezvoltării normale, semnalizarea endogenă a proteinei sonic hedgehog stimulează proliferarea rapidă a progenitorilor neuronilor granulari cerebeloși (PNGC) în stratul granular extern (SGE). Dezvoltarea cerebeloasă are loc în timpul embriogenezei târzii și în perioada postnatală timpurie, proliferarea PNGC în SGE atingându-și maximul în timpul dezvoltării timpurii (ziua postnatală a 7-a la șoarece). În timp ce PNGC se diferențiază terminal în celule granulare cerebeloase (sau neuroni granulari cerebeloși, NGC), migrează în stratul granular intern (SGI), formând cerebelul adult (până la ziua a 20-a postnatală la șoarece). Mutațiile care activează în mod anormal semnalizarea proteinei sonic hedgehog predispun organismul la cancerul cerebelos (medulloblastoma) în oamenii cu sindromul Gorlin și în șoarecii model modificați genetic.
Malformația congenitală sau subdezvoltarea (hipoplazia) vermisului cerebelos este o trăsătură a sindromurilor Dandy–Walker și Joubert. În unele cazuri foarte rare, întregul cerebel poate fi absent. Bolile neurologice ereditare cum ar fi boala Machado–Joseph, ataxia telangiectasia și ataxia lui Friedreich cauzează neurodegenerare progresivă, asociată cu pierderea cerebelului. Malformațiile congenitale ale creierului din afara cerebelului pot, în schimb, cauza hernia țesutului cerebelos, cum se poate observa în unele forme ale malformației Arnold-Chiari.
Alte poli strâns legate de degenerarea cerebeloasă includ bolile neurologice progresive idiopatice cum ar fi atrofia multisistemică și sindromul Ramsay Hunt de tip I, și degenerarea cerebeloasă paraneoplastică, o boală autoimună, în care tumori din alte părți ale corpului duc la un răspuns autoimun care cauzează pierderea de neuroni ai cerebelului. Atrofia cerebeloasă poate rezulta dintr-o lipsă acută de vitamina B1 (tiamina) cum se poate observa în cadrul beriberi și a sindromului Wernicke-Korsakoff, sau din cauza deficienței de vitamina E.
Atrofia cerebeloasă a fost identificată în cadrul multor alte boli neurologice cum ar fi boala Huntington, scleroza multiplă, tremorul esențial (familial sau idiopatic), epilepsia mioclonă progresivă și boala Niemann-Pick. Atrofia cerebeloasă poate avea, de-asemenea, loc ca rezultat al contactului cu toxine cum ar fi metalele grele, compuși farmacologici sau droguri recreaționale.

### Durere
Există un consens general că cerebelul este implicat în procesarea durerii. Cerebelul primește aferențe algice și de la căile cortico-cerebeloase descendente, dar și de la căile spino-cerebeloase ascendente, prin nucleii pontini și olivele inferioare. O parte din această informație este transferată sistemului motor, inducând evitarea motorie conștientă a durerii, cu un grad variind în funcție de intensitatea dureroasă.
Se crede că aceste aferențe algice directe, precum și indirecte, induc un comportament de evitare de durată lungă a durerii care rezultă în schimbări cronice de postură și, consecvent, la remodelarea anatomică și funcțională a nucleilor vestibulari și proprioceptivi. În consecință, durerea neuropatică cronică poate cauza o remodelară anatomică macroscopică a rombencefalului, printre care și a cerebelului. Severitatea acestei remodelări și inducția de markeri de celule progenitoare ale neuronilor (celule precursoare) sugerează contribuția neurogenezei de fază adultă către aceste schimbări.

## Anatomie comparată și evoluție

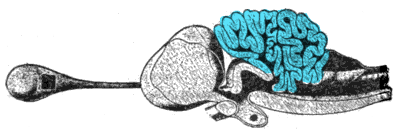
Secțiune transversală prin creierul unui Lamna nasus (rechinul scrumbiilor), având cerebelul evidențiat cu albastru

Circuitele din cerebel sunt similare de-a lungul tuturor clase de vertebrate, printre care pești, reptile, păsări și mamifere. Există de-asemenea o structură cerebrală analoagă la cefalopodele cu creierul bine dezvoltat, cum ar fi caracatițele. Acest lucru este considerat o dovadă a faptului că cerebelul efectuează funcții importante tuturor speciilor de animale care posedă un creier.
Există o variație considerabilă în mărimea și forma cerebelului la specii diferite de vertebrate. La amfibieni, e slab dezvoltat, iar la petromizontiforme și la mixine, cerebelul abia se distinge de trunchiul cerebral. Deși spinocerebelul e prezent la aceste grupuri, structurile primare sunt mici, nucleii pereche corespunzând vestibulocerebelului. Cerebelul e un pic mai mare la reptile, mult mai mare la păsări și și mai mare la mamifere. Lobii mari, pereche și prezentând convoluțiuni găsiți la oameni sunt tipici mamiferelor, dar cerebelul este, în general, un singur lob median la celelalte grupe, fiind ori neted ori cu șanțuri puțin adânci. La mamifere, neocerebelul este cea mai mare parte a cerebelului după masă, însă la alte vertebrate aceasta este, de obicei, spinocerebelul.
Cerebelul peștilor cartilaginoși și osoși este extraordinar de mare și complex. Structura sa internă diferă de cea a cerebelului mamiferelor în cel puțin un aspect important: cerebelul peștilor nu conține nuclei intracerebeloși. În schimb, celulele Purkinje trimit prelungiri unor tipuri distincte de celule distribuite de-a lungul cortexului cerebelos, un tip neidentificat vreodată la mamifere. La Mormyridae (o familie de pești de apă dulci slab electrosensibilă - peștii elefant), cerebelul este mult mai larg decât restul creierului la un loc. Cea mai mare parte a acestuia e o structură specială numită valvula, care are o arhitectură neobișnuit de regulată și își primește majoritatea aferențelor de la sistemul electrosenzorial.
Trăsătura definitorie a cerebelului mamiferelor o reprezintă extinderea lobilor laterali, ale căror interacțiuni principale se realizează cu neocortexul. În timpul evoluției maimuțelor în primate, extinderea lobilor laterali a continuat, în tandem cu extinderea lobilor frontali ai neocortexului. La strămoșii hominidelor și la Homo sapiens până la mijlocul Pleistocenului, cerebelul a continuat să crească, însă lobii frontali se lărgeau mai rapid. Cea mai recentă perioadă a evoluției umane, însă, ar fi putut fi asociată cu o creștere a mărimii relative a cerebelului, întrucât neocortextul și-a redus mărimea, oarecum, în timp ce cerebelul și-a continuat lărgirea. Mărimea cerebelului uman, comparată cu cea a restului creierului, a crescut. Deoarece dezvoltarea și implementarea sarcinilor motorii, abilitățile vizual-spațiale și anumite tipuri de învățare au loc în cerebel, se crede că expansiunea cerebelului ar putea fi corelată cu abilități cognitive sporite la oameni. Emisferele laterale ale cerebelului sunt acum de 2,7 ori mai mari la oameni și primate decât sunt la maimuțe. Aceste schimbări în dimensiunea cerebelului nu pot fi explicate de creșterea masei musculare. Ele arată că ori dezvoltarea cerebelului e strâns legată de cea a restului creierului, ori că activitățile neuronale ce au loc în cerebel erau importante în timpul evoluției hominidelor. Din cauza rolului cerebelului în funcțiile cognitive, creșterea sa ar fi putut juca un rol în expansiunea cognitivă.

### Structuri asemănătoare cerebelului
Majoritatea speciilor de vertebrate au un cerebel și una sau mai multe structuri asemănătoare cerebelului, părți ale creierului ce se aseamănă cu cerebelul în privința citoarhitecturii și neurochimiei. Singura structură asemănătoare cerebelului găsită la mamifere este nucleul cohlear dorsal (NCD), unul din cei doi nuclei senzoriali primari care primesc aferențe direct de la nucleu acustic. NCD este o structură în straturi, cel inferior conținând celule granulare similare cu cele ale cerebelului, dând naștere fibrelor paralele ce se ridică până la nivelul stratului superficial, traversându-l orizontal. Stratul superficial conține un set de neuroni GABAergici (eng. cartwheel cells) care se aseamănă cu celulele Purkinje anatomic și chimic—ele primesc aferențe de la fibre paralele, dar nu și de la vreo fibră asemeni celor cățărătoare. NCD trimite eferențe celulelor piramidale. Sunt glutamatergici, dar se-aseamănă cu celulele Purkinje în unele aspecte—au arborizații dendritice aplatizate, cu spine, care primesc aferențe de la fibrele paralele, dar au de-asemenea dendrite bazale care primesc aferențe de la fibrele nervului acustic, care trec de-a lungul NCD într-o direcție perpendiculară pe fibrele paralele. NCD este cel mai dezvoltat la rozătoare și alte animale mici, fiind considerabil redus la primate. Funcția sa nu este bine înțeleasă; cele mai populare speculații îi atribuite funcții în auzul spațial (determinarea originii spațiale a unui sunet), într-un fel sau altul.
Majoritatea speciilor de pești și amfibieni prezintă linia laterală, un sistem ce simte undele de presiune din apă. Una din ariile creierului care primește aferențe primare de linia laterală, nucleul octavolateral medial, are o structură asemănătoare cerebelului, cu celule granulare și fibre paralele. La peștii electrosensibili, aferențele de la sistemul electrosenzorial se îndreaptă către nucleul octavolateral dorsal, care are, de-asemenea, o structură asemănătoare cerebelului. La actinopterigieni (de departe cel mai larg grup), coliculii superiori au un strat—cel marginal—care se aseamănă cu cerebelul.
Toate aceste structuri asemănătoare cerebelului par să fie mai mult legate de funcții senzoriale decât motoare. Toate au celule granulare care dau naștere la fibre paralele care se conectează cu neuroni asemănători celulelor Purkinje cu sinapse modificabile, însă niciuna nu are fibre cățărătoare comparabile cu cele ale cerebelului—în schimb, primesc aferențe direct de la organele senzoriale periferice. Niciuna nu are vreo funcție demonstrată, însă cea mai influentă speculație este că rolul lor e de a transforma informațiile senzoriale aferente într-un mod sofisticat, poate pentru a compensa schimbările în poziția corporală. De fapt, James M. Bower și alții au argumentat, parțial pe baza acestor structuri și parțial pe baza studiilor asupra cerebelului, că cerebelul însuși este, fundamental vorbind, o structură senzorială și că acesta contribuie controlului motor mișcând corpul într-un mod care controlează semnalele senzoriale rezultante.  În ciuda punctului de vedere a lui Bower, există de-asemenea dovezi solide conform cărora cerebelul influențează direct aferențele motoare la mamifere.

## Istorie

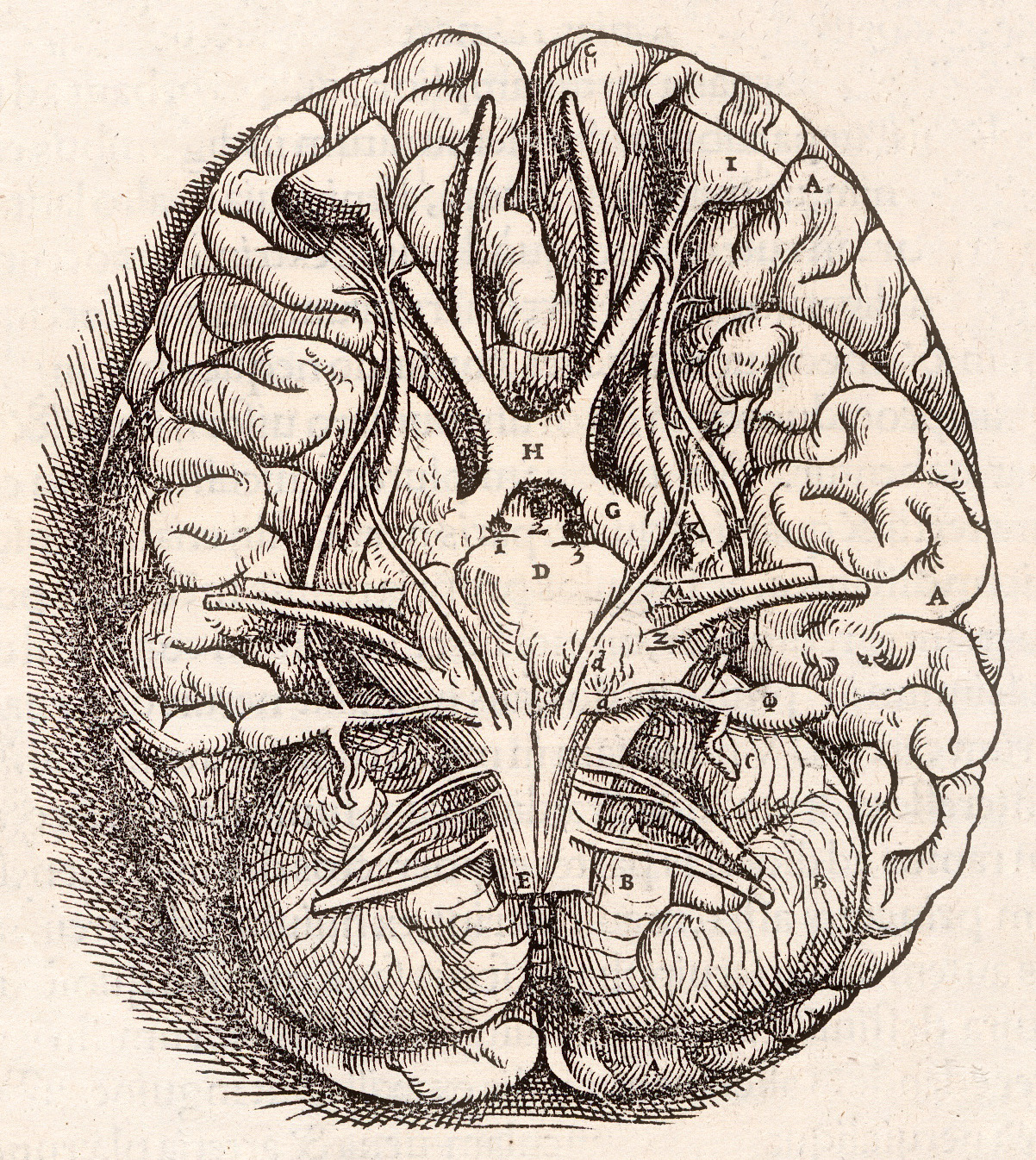
Fața bazală a creierului uman, așa cum a fost desenată de Andreas Vesalius în 1543

### Descrieri
Până și cei mai timpurii anatomiști au fost capabili să recunoască cerebelul după aspectul său distinctiv. Aristotel și Herophilos (citat în Galen) l-au denumit παρεγκεφαλίς (paregkephalis) și nu ἐγκέφαλος (egkephalos) sau „creier în sine”. Descrierea extinsă a lui Galen este cea mai veche care încă a supraviețuit. El specula că cerebelul este sursa nervilor motori.
Progresul în această chestiune nu a mai survenit până la Renaștere. Vesalius a discutat despre cerebel pe scurt, iar anatomia sa a fost descrisă mai pe larg de către Thomas Willis în 1664. Studii anatomice mai amănunțite au fost întreprinse în timpul secolului 18, dar abia la începutul secolului 19 au fost făcute primele realizări în aflarea funcției cerebelului. Luigi Ronaldo, în 1809, a făcut descoperirea-cheie că leziuni la nivelul acestui organ cauzează perturbări motorii. Jean Pierre Flourens, în prima jumătate a secolului 19, a întreprins o detaliată cercetare experimentală, care a arătat că animalele cu leziuni cerebeloase tot se pot mișca, însă cu o pierdere a coordonării (mișcări stranii, mers anormal, slăbiciune musculară), și că recuperarea în urma leziunii poate fi aproape completă, atâta timp cât leziunea în cauză nu este prea extinsă. Până la începutul secolului 20, devenise larg acceptat faptul că funcția primară a cerebelului este legată de controlul motor; în timpul primei jumătăți a acestui secol au fost produse mai multe descrieri detaliate ale simptomelor clinice asociate bolilor cerebelului la oameni.

### Etimologie
Cerebellum este un diminutiv al cerebrum (creier); poate fi tradus direct ca creier mic. Denumirea în latină este o traducere directă a παρεγκεφαλίς (din greaca veche, paregkephalis), care a fost folosit în lucrările lui Aristotel, primul scriitor cunoscut care a descris vreodată această structură. Niciun alt nume nu mai este folosit în literatura engleză, însă de-a lungul timpului o varietate de nume derivate din greacă sau latină au fost folosite, printre care cerebrum parvum, encephalion, encranion, cerebrum posterius, și parencephalis.